# Зубенко, Александра Иосифовна
Александра Иосифовна Зубенко (род. 20 ноября 1946, Верховцево, Днепропетровская область, Украинская ССР, СССР) — украинская советская деятельница, сепараторщица обогатительного производства Верхнеднепровского горно-металлургического комбината города Вольногорск Днепропетровской области. Депутат Верховного Совета СССР 8—9-го созывов.

## Биография
Родилась 20 ноября 1946 года в городе Верховцево в семье железнодорожника. Окончила восьмилетнюю школу на станции Верховцево Верхнеднепровского района Днепропетровской области.
В 1964 году окончила Верхнеднепровский горно-металлургический техникум в городе Вольногорск Днепропетровской области, получила специальность техника-обогатителя. Член ВЛКСМ.
В 1964—1967 годах — транспортёрщица, с 1967 года — сепараторщица обогатительной фабрики № 1 (обогатительного производства) Верхнеднепровского горно-металлургического комбината города Вольногорск Днепропетровской области. Ударник коммунистического труда.
Участница Х Всемирного фестиваля молодёжи и студентов в Берлине.
Окончила заочный факультет Криворожского горнорудного института Днепропетровской области.
Потом — на пенсии в городе Вольногорск Днепропетровской области.

## Награды
- Орден Трудового Красного Знамени;
- Медаль «В ознаменование 100-летия со дня рождения Владимира Ильича Ленина» (1970);
- Медали.